# К'яра Пеллакані
К'яра Пеллакані (італ. Chiara Pellacani, 12 вересня 2002) — італійська стрибунка у воду.
Учасниця Олімпійських Ігор 2020 року.
Чемпіонка Європи з водних видів спорту 2018, 2019, 2020 років.